# Spotless Group
Die Spotless Group wurde 2014 vom deutschen Henkel-Konzern für 940 Millionen Euro in bar (inkl. Schulden) übernommen. Vorbesitzer war seit 2010 der britische Finanzinvestor BC Partners. Der ehemalige französische Konsumgüterkonzern produzierte und vertrieb vor allem Waschhilfsmittel wie Wasch- und Optikputztücher, Fleckentferner sowie Textilpflegemittel, Textilfarben, Haushaltsreiniger und Haushaltsinsektizide. 2005 war die Gruppe durch ein Leveraged Buy-out der AXA Private Equity aus dem Haushaltspflegemittelhersteller Eau Ecarlate entstanden und durch diverse Übernahmen in Europa (Guaber, Punch, Dylon, Catch) gewachsen. Hauptsitz der Unternehmensgruppe war in Neuilly-sur-Seine, einem Vorort von Paris. Zuletzt erzielte das Unternehmen 2013 mit rund 400 Mitarbeitern einen Umsatz von 280 Millionen Euro und war in acht Ländern vertreten.
Zu den bekanntesten Marken im deutschsprachigen Raum gehören Vim (Scheuermittel, wird heute in Europa nicht mehr vertrieben), K2r (Fleckentferner) und Globol (Insektizide und Repellents).